# Larrechea
Larrechea es una localidad del departamento San Jerónimo, en el centro sur de la provincia de Santa Fe, Argentina, ubicada a 60 km de Santa Fe (capital) y a 97 km de Rosario.
Su nombre recuerda a Pedro Tomás de Larrechea, gobernador interino de la provincia de Santa Fe en la época de la Revolución de Mayo.
Su actividad económica principal es la agricultura (soja, trigo y maíz)

## Fiesta de la Vaquillona Deshuesada a la Estaca
Se efectúa todos los enero.
Tiene sus fiestas patronales el 29 de junio día de san Pedro y san Pablo. Se realiza ese día una procesión por las calles.
Posee una población de 692 personas.

## Personalidades
- César Caggiano (1894-1954), pintor